# 예루살렘 무타사리프령

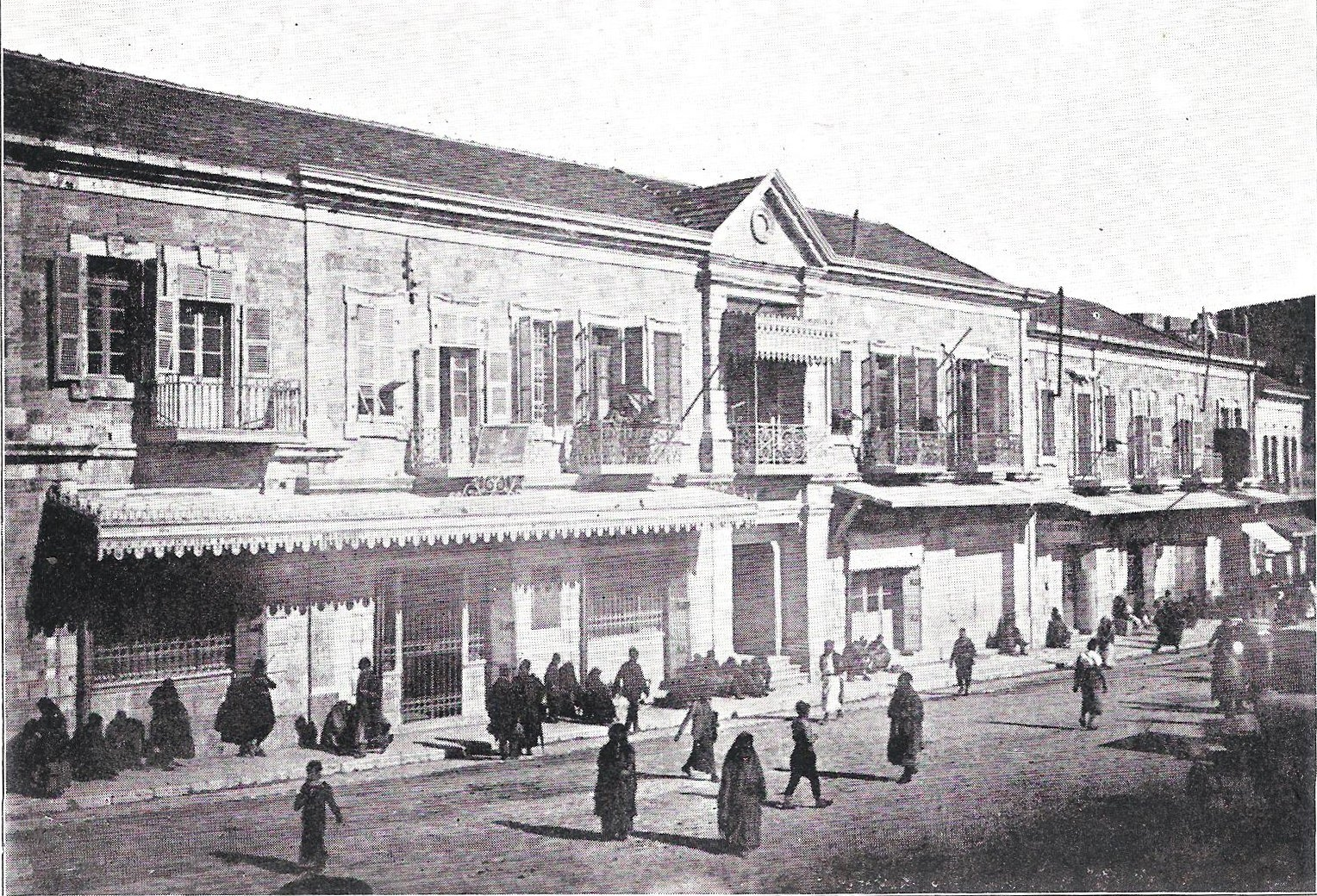

예루살렘 무타사리프령(오스만 터키어: مُتَصَرِّف قدسی مُتَصَرِّفلغ, Kudüs-i Şerif Mutasarrıflığı) 지역은 예루살렘뿐만 아니라 베들레헴, 헤브론, 야파, 가자, 브엘세바까지 포괄하였다. 오스만 말기에는 나블루스의 산작, 악카(Acre)의 산자크과 함께 예루살렘의 무타사리프령이 흔히 "팔레스타인"이라고 부르는 지역을 형성하였다. 오스만 제국의 36개 산자크 중 7번째로 인구가 많은 지역이었다.
이 지역은 다마스쿠스에서 분리되어 1841년 콘스탄티노플(현재의 이스탄불)에 있는 오스만 중앙정부의 직할령이 되었고, 1872년 그랜드 비지에 마흐무드 네딤 파샤는 정식으로 독립된 영지로 선언했다. 학자들은 이 지역에 대한 유럽의 관심 증가, 이집트 케디베이트에 대한 제국의 남쪽 국경 강화 등 분리의 다양한 이유를 제시한다. 초기에는 아크레 무타사리프령과 나블루스 무타사리프령 예루살렘의 지방을 합쳐 만들었는데, 이 연합 산자크는 예루살렘 궁정등기부에 "예루살렘의 에야레트"으로 언급되었고, 영국 영사는 "별 에얄릿으로 팔레스타인이 만들어진다"라고 언급되었다. 그러나 두 달도 채 되지 않아 나블루스와 아클레의 산작들이 분리되어 베이루트의 빌라예트에 추가되어 예루살렘 무타사리프령만 남게 되었다. 1906년에 나자렛의 카자가 주로 기독교 여행자들에게 단일 관광 허가증을 발급할 수 있도록 하기 위해 예루살렘에 추가되었다. 이 지역은 제1차 세계 대전 중 1917년 연합군이 정복했고 오스만 행정부를 대체하기 위해 설치된 군사 점령 적국 관리국(OETA 남부) 산하에 들어갔다. OETA 남부는 예루살렘, 나블루스, 아클레의 오스만 산자크로 구성되어 있었다. 1920년 군정은 영국의 민간 행정부로 대체되었고, 1923년 OETA 남부 지역은 영국령 팔레스타인에 편입되었다.
예루살렘 무타사리프령은 정치적으로 오스만 수도 콘스탄티노폴리스 직할령으로 특별한 상태에 있었다. 거주자들은 주로 종교적인 용어로 자신을 밝혔으며, 84%가 이슬람 아랍인이라고 한다. 그 지역의 마을에는 보통 농부들이 거주하고 있었고, 마을에는 상인, 장인, 지주, 돈벌이들이 거주하고 있었다. 엘리트들은 종교지도자, 부유한 지주, 고위 공무원들로 구성되었다.

## 같이 보기
- 오스만령 시리아